# Мамін Максим Володимирович
Максим Володимирович Мамін (рос. Максим Владимирович Мамин; 13 січня 1995, м. Москва, Росія) — російський хокеїст, лівий нападник. Виступає за ЦСКА (Москва) у Континентальній хокейній лізі.  
Вихованець хокейної школи ЦСКА (Москва). Виступав за «Червона Армія» (Москва), ЦСКА (Москва).
У чемпіонатах КХЛ — 28 матчів (1+1).
У складі молодіжної збірної Росії учасник чемпіонату світу 2015. 
Досягнення
- Срібний призер молодіжного чемпіонату світу (2015)